# Saint-Maurice-sur-Aveyron
Saint-Maurice-sur-Aveyron là một xã trong tỉnh Loiret, vùng Centre-Val de Loire bắc trung bộ nước Pháp. Xã này nằm ở khu vực có độ cao từ 126-199 mét trên mực nước biển. Xã này nằm ở hữu ngạn sông Aveyron.